# Dreamkeeper
DreamKeeper est un téléfilm américano-canadien réalisé par Steve Barron, diffusé en 2003.

## Synopsis
Old pete Chasing Horse est le "conteur" de la réserve Sioux de Pine Ridge. Il a presque 100 ans et c'est son devoir de transmettre les légendes de son peuple pour que celles-ci perdurent. Shane, son petit-fils de 17 ans, part avec lui pour le Pow Wow au nouveau Mexique, espérant ainsi échapper à un gang à qui il doit de l'argent.
Au fil du chemin, il va profiter de la sagesse des histoires de son grand-père...

## Fiche technique
- Titre : DreamKeeper
- Réalisation : Steve Barron
- Scénario : John Fusco
- Production : John Fusco, Georgina Lightning, Ron McLeod et Matthew O'Connor
- Budget : 40 millions de dollars (25,76 millions d'euros)
- Musique : Stephen Warbeck
- Photographie : Jon Joffin
- Montage : Colin Green
- Décors : Ken Rempel
- Costumes : Mario Davignon
- Effets Visuels : La Maison
- Productrice Effets Visuels : Annie Dautane
- Pays d'origine : Canada, États-Unis
- Format : Couleurs - 1,78:1 - Dolby Digital - 35 mm
- Genre : Drame
- Durée : 174 minutes
- Dates de diffusion : 2 octobre 2003 (Russie), 28 décembre 2003 (États-Unis), 22 décembre 2004 (France)

## Distribution
- Eddie Spears : Shane
- August Schellenberg : Old Pete Chasing Horse
- Gary Farmer : Iktorne
- Clifford Crane Bear : Older Kiowa
- Gerald Auger : Crow Hunter
- Joanne Badger : Two Lodges
- Nathaniel Arcand : Broken Lance
- Russell Badger : War Chief
- Sekwan Auger : Little New Rider
- Simon Baker : Second Brother
- Zachary Nolan Auger : Fourth Brother
- Scott Grimes : Tehan

## Autour du film
- Le tournage a débuté le 6 mai 2002 et s'est déroulé à Abiquiú, Jemez Pueblo, Pine Ridge, Santa Fe, Tucson et Zia Pueblo aux États-Unis, ainsi que  Drumheller au Canada.

## Distinctions
- Prix du meilleur film lors du Festival du film Amérindien en 2003.
- Nomination au prix du meilleur téléfilm, par l'Académie des films de science-fiction, fantastique et horreur en 2004.
- Emmy Award des meilleurs effets spéciaux pour un téléfilm en 2004.